# 長野県道336号戸倉停車場線
長野県道336号戸倉停車場線（ながのけんどう336ごう とぐらていしゃじょうせん）は、長野県千曲市戸倉のしなの鉄道戸倉駅から国道18号交点を結ぶ一般県道。

## 概要
戸倉上山田温泉への玄関口である戸倉駅と国道18号とを結ぶ、全長160m程度の短い路線である。

### 路線データ
- 起点：千曲市大字戸倉字今井（しなの鉄道戸倉駅）
- 終点：千曲市大字戸倉字今井（戸倉駅入口交差点＝国道18号交点）

## 通過する自治体
- 長野県
  - 千曲市